# Pentatonisk skala
Pentatonisk skala är en skala som innehåller fem toner (av grekiska pentatonos 'av fem toner', av penta 'fem' och tonos 'ton'), ett tonförråd med fem tonplatser inom oktaven.
Teoretiskt sett kan det finnas hur många sådana skalor som helst. Den vanligaste formen består dock av fem toner sammanhållna av kvintsläktskap, till exempel c-g-d-a-e, en skala som också kallas halvtonslös pentatonik. Pianots svarta tangenter utgör en sådan skala.
Pentatoniska skalor finns i många av världens så kallade högkulturer. De är till exempel vanliga inom traditionell kinesisk och japansk musik och används i afrikansk och amerikansk musik, och i Europa bland kelter.
Skalans, för många västerlänningar, exotiska klang och fritonala karaktär har utnyttjats inom musikalisk nationalism och impressionism.
Skalan används ofta inom blues och konstrueras på samma sätt som en dur-tonart, men tonerna 4 (kvart) och 7 (septima) spelas inte. Exempelvis blir en vanlig skala i C-dur C D E G A i stället för C D E F G A B.
Pentatoniska skalor används också mycket inom den indiska klassiska musiken. Där använder man även stora tersintervall inom skalan och får på så vis en väldigt karakteristisk klang. Exempelvis C Db Eb G Ab, eller C E F G B. I princip kan man ta vilken som helst av de 72 skalorna ur melakarta systemet och därefter utesluta två av tonerna. Observera att kvinten och grundtonen aldrig utesluts.
Pentatonisk skala.